# 尤伦斯当代艺术中心沙丘美术馆
尤伦斯当代艺术中心沙丘美术馆，又称UCCA沙丘美术馆，于2018年9月在秦皇岛市北戴河新区阿那亚成立，隶属于尤伦斯当代艺术中心，为非营利艺术机构，其所有展览均由UCCA团队独立筹划与执行。由OPEN建筑事务所李虎、黄文菁主持设计，并于2021年10月31日荣获亚洲建筑师协会建筑奖社会与文化建筑类金奖。